# Classic de l'Ardèche
Classic de l'Ardèche, officielt Faun-Ardèche Classic er et fransk endagsløb i landevejscykling som arrangeres hvert år i februar. Løbet er blevet arrangeret siden 2001. Løbet er af UCI klassificeret som 1.Pro og er en del af UCI ProSeries. 

## Vindere
| År                                                             | Vinder                 | Toer                        | Treer                 |
| -------------------------------------------------------------- | ---------------------- | --------------------------- | --------------------- |
| Boucles du Sud Ardèche-Souvenir Francis Delpech (for amatører) |                        |                             |                       |
| 2001                                                           | Thomas Bernabeu        | Philippe Gallo              | Christophe Igora      |
| 2002                                                           | Tom Colas              | Thomas Bernabeu             | Regis Decotte         |
| 2003                                                           | Hicham Menad           | Dimitar Dimitrov Gospodinov | Jean-François Laroche |
| 2004                                                           | Alexandr Sabalin       | Hubert Dupont               | Nicolas Dulac         |
| 2005                                                           | Fabien Fraissignes     | Jauhen Sobal                | Fabrice Billard       |
| 2006                                                           | Jean-Christophe Péraud | Ignatas Konovalovas         | Vasily Khatuntsev     |
| 2007                                                           | Jevgenij Sokolov       | Rein Taaramäe               | Thomas Brigaud        |
| (for professionelle)                                           |                        |                             |                       |
| 2008                                                           | Gatis Smukulis         | Anthony Ravard              | Jonas Aaen Jørgensen  |
| 2009                                                           | Freddy Bichot          | Nicolas Jalabert            | Yann Huguet           |
| 2010                                                           | Christophe Riblon      | Pierrick Fédrigo            | Cyril Gautier         |
| 2011                                                           | Arthur Vichot          | Thierry Hupond              | Cyril Gautier         |
| 2012                                                           | Rémi Pauriol           | Arthur Vichot               | Jon Izagirre          |
| Classic Sud Ardèche-Souvenir Francis Delpech                   |                        |                             |                       |
| 2013                                                           | Mathieu Drujon         | Rémi Pauriol                | Romain Bardet         |
| 2014                                                           | Florian Vachon         | Michał Gołaś                | Philippe Gilbert      |
| 2015                                                           | Eduardo Sepúlveda      | Julien Loubet               | Fabio Felline         |
| 2016                                                           | Petr Vakoč             | Julien Simon                | Olivier Pardini       |
| 2017                                                           | Mauro Finetto          | Mattia Cattaneo             | Francesco Gavazzi     |
| Faun Environnement-Classic de l'Ardèche Rhône Crussol          |                        |                             |                       |
| 2018                                                           | Romain Bardet          | Maximilian Schachmann       | Lilian Calmejane      |
| 2019                                                           | Lilian Calmejane       | Valentin Madouas            | Odd Christian Eiking  |
| 2020                                                           | Rémi Cavagna           | Tanel Kangert               | Guillaume Martin      |
| 2021                                                           | David Gaudu            | Clément Champoussin         | Hugh Carthy           |
| 2022                                                           | Brandon McNulty        | Mauri Vansevenant           | Sepp Kuss             |
| 2023                                                           | Julian Alaphilippe     | David Gaudu                 | Mattias Skjelmose     |
| 2024                                                           | Juan Ayuso             | Romain Grégoire             | Mattias Skjelmose     |
| 2025                                                           | Romain Grégoire        | Marco Brenner               | Lorenzo Fortunato     |